# Ed Gein
Edward Theodore "Ed" Gein (født 27. august 1906 – 26. juli 1984) var en amerikansk morder og gravrøver. Hans forbrydelser blev begået omkring hans hjemby Plainfield i Wisconsin og samlede udbredt opmærksomhed efter at myndighederne opdagede, at Gein havde gravet lig op fra kirkegårde og havde lavet trofæer og souvenirs af deres knogler og hud. Gein tilstod at have dræbt to kvinder – værtshusejer Mary Hogan den 8. december 1954 og isenkræmmer Bernice Worden den 16. november 1957. Oprindeligt blev han fundet uegnet til retsforfølgelse, men efter en tilståelse på en sikret anstalt i 1968 blev han anklaget for mordet på Worden og idømt livsvarigt fængsel, som han afsonede på et psykiatrisk hospital.
Hans sag påvirkede skabelsen af flere fiktive mordere, herunder Norman Bates fra romanen Psycho, Leatherface fra filmene The Texas Chainsaw Massacre (Motorsavsmassakren), Buffalo Bill fra Ondskabens øjne og Bloody Face fra den amerikanske tv-serie American Horror Story: Asylum.

## Biografi

### Tidlige liv
Edward Theodore Gein blev født i La Crosse County, Wisconsin den 27. august 1906, som den anden søn af George Philip (4. august 1873 – 1. april 1940) og Augusta Wilhelmine (født Lehrke) Gein (21. juli 1878 – 29. december 1945) – datter af preussiske immigranter. Gein havde også en storebror, Henry George Gein (17. januar 1901 – 16. maj 1944). Augusta foragtede sin mand, og betragtede ham som en fiasko og en alkoholiker, der ikke var i stand til at bevare et arbejde (han havde arbejdet på forskellige tidspunkter som tømrer, garver og forsikringssælger). Augusta drev en lille købmandsforretning og brugte indtægterne til at købe en bondegård i 1914 i udkanten af den lille by Plainfield, Wisconsin, som derefter blev familiens permanente hjem. Augusta besluttede at flytte til dette afsides sted for at forhindre uvedkommende i at påvirke hendes sønner. Edward forlod kun gården for at gå i skole. Uden for skolen, brugte han det meste af sin tid til at arbejde på gården. Augusta var en overbevist lutheraner, som indoktrinerede sine drenge om verdens moralske forfald, drikkeriets ondskab, og overbevisningen om at alle kvinder (bortset fra hende selv) var prostituerede og instrumenter for djævelen. Hun satte tid af hver eftermiddag for at læse op fra Bibelen, som hovedsageligt var grafiske vers fra Det Gamle Testamente som beskæftiger sig med døden, mord og guddommelig gengældelse.
Edward var en genert dreng, og klassekammerater og lærere huskede ham som en dreng med mærkelige manerer, såsom tilsyneladende tilfældig latter, der virkede som om han lo ad sine egne personlige vittigheder. Desuden blev han ofte mobbet. For at gøre tingene værre,
straffede hans mor ham, når han forsøgte at få venner. På trods af hans dårlige sociale udvikling, klarede han sig faktisk ganske godt i skolen, især i læsning.
Gein forsøgte at gøre sin dominerende mor glad, men hun var sjældent tilfreds med sine sønner og mishandlede dem. Hun troede, at de ville blive fiaskoer og alkoholikere ligesom deres far. I deres teenageår og i deres tidlige voksenliv var drengene isoleret på gården og havde kun hinandens selskab.

### Dødsfald i familien
George Gein døde af hjertesvigt forårsaget af hans alkoholisme den 1. april 1940, i en alder af 66 år. Så begyndte brødrene Gein at tage forskellige småjobs rundt om i byen for at hjælpe til med udgifterne. Efter sigende[kilde mangler] blev begge brødre anset for at være pålidelige og ærlige af beboerne. Mens begge brødre arbejdede som håndværkere, var Edward også hyppigt barnepige for naboer, og han nød at babysitte og synes at kunne forholde sig lettere til børn end voksne. I 1941[kilde mangler] begyndte Henry at date en fraskilt enlig mor til to og planlagde også at flytte ind hos hende. Desuden begyndte Henry at afvise sin mors opfattelse af verden og bagtalte hende ofte, hvilket gjorde Edward chokeret og skuffet.
Den 16. maj 1944 afbrændte Henry og Edward en mose på ejendommen – men ilden kom ud af kontrol, og brandvæsenet blev tilkaldt for at slukke ilden og beskytte familiens gård. Senere på eftermiddagen, da branden var slukket og brandfolkene var kørt, indberettede Edward sin bror som forsvundet. Derefter blev der startet en eftersøgning, og med lanterner og lygter søgte man det afbrændte område igennem, og efter flere timers søgning fandt man liget af Henry Gein liggende med ansigtet i jorden. Tilsyneladende havde han været død i nogen tid, da han blev fundet, og det viste sig, at hans død var resultatet af et hjerteanfald, da han ikke var blevet brændt eller på anden måde såret. Det blev dog senere rapporteret i Harold Schechters biografi om Gein, Deviant, at Henry havde blå mærker på sit hoved. Politiet afviste muligheden for en forbrydelse og amtets retsmediciner anførte senere officielt kvælning som dødsårsag. Selv om nogle efterforskerne havde mistanke om, at Edward dræbte sin bror, blev han aldrig anklaget for broderens død. Myndighederne accepterede teorien om en ulykke, og der blev aldrig udført en obduktion af Henry.
Edward og hans mor var nu alene. Moren blev ramt af et slagtilfælde, der delvist lammede hende, kort efter Henrys død, og Edward tog sig af hende. Engang i 1945 besøgte Edward og hans mor en nabo ved navn Smith for at købe halm af ham. Ifølge Edward var Augusta så forfærdet over at se, at Smith var samlevende med en kvinde, at hun led sit andet slagtilfælde. Det medførte, at hendes helbred hurtig blev forværret. Hun døde den 29. december 1945 i en alder af 67 år. Edward blev meget ulykkelig over hendes død, og ifølge forfatteren Harold Schechter havde han, "mistet sin eneste ven og ægte kærlighed. Og han var absolut alene i verden."
Edward blev på gården og tjente penge ved forefaldende arbejde. Han tilskoddede de rum, som var anvendt af hans mor i stueetagen og på førstesalen, og lod dem herefter stå urørt, mens resten af huset blev mere og mere usselt. Han boede angiveligt i et lille rum ved siden af køkkenet. Det var også på dette tidspunkt, at han blev interesseret i at læse døds-kult magasiner og eventyr, især dem, der involverede kannibalisme og nazistiske grusomheder.

### Forbrydelser
Den 16. november 1957 forsvandt isenkræmmer Bernice Worden og politiet fattede mistanke til Gein. Wordens søn fortalte efterforskerne, at Gein havde været i butikken aftenen før hendes forsvinden, og at Gein havde sagt at han ville vende tilbage næste morgen efter en gallon frostvæske. En kvittering for frostvæsken var den sidste Worden skrev den morgen hun forsvandt. Ved en husundersøgelse på Edward Geins ejendom, fandt efterforskerne Wordens halshuggede krop i et skur, hængt op med et reb om håndleddene, med en tværstang i anklerne. Torsoen var "sprættet op og klædt ud som en hjort". Hun var blevet skuddræbt med en .22-kaliber riffel, og lemlæstelserne var blevet foretaget efter hendes død.
Da myndighederne ransagede huset fandt de:
- Fire næser
- Hele menneskeknogler og fragmenter[18]
- Ni masker af menneskehud[19]
- Skåle lavet af menneskekranier
- Ti kvindehoveder med toppen savet af
- Flere stolesæder betrukket med menneskehud
- Mary Hogans hoved i en papirspose[20]
- Bernice Wordens hoved i en sæk[21]
- Ni vulva i en skotøjsæske[22]
- Et bælte lavet af kvindelige brystvorter[23]
- Kranier på hans sengestolper
- Et par læber på en træksnor til et rullegardin
- En lampeskærm lavet af hud af et menneskeansigt

Alle disse genstande blev fotograferet af kriminalteknikerne i et laboratorium, hvorefter de blev destrueret.
Under afhøringen fortalte Gein efterforskerne, at han mellem 1947 og 1952 om natten 40 gange havde besøgt tre lokale kirkegårde for at grave nyligt begravede lig op, mens han var i en "forvirret" tilstand. Ifølge Gein kom han ved omkring 30 af disse besøg ud af denne tilstand af "forvirring", mens han stadig befandt sig på kirkegården, og forlod derfor stedet tomhændet. Ved de andre lejligheder gravede han nyligt begravede midaldrende kvinder op, som han mente lignede hans mor og tog kroppene med hjem, hvorefter han garvede deres hud, for at fremstille sine remedier.
Gein indrømmede at han havde røvet ni grave og viste efterforskerne deres placeringer. Fordi myndighederne var usikre om Gein, der var lille af bygning, egenhændigt var i stand til at grave en grav op på en enkelt aften, gravede de to af gravene op og fandt dem tomme (en havde et koben, hvor kroppen skulle have været), hvilket bekræftede Geins tilståelse. Allan Wilimovsky fra statens kriminaltekniske afdeling deltog i opgravningen i tre testgrave identificeret af Gein. Kisterne var trækasser og de øverste brædder lå på tværs (ikke på langs). Toppen af kasserne var omkring to meter under overfladen i sandjord. Gein havde røvet gravene hurtigt efter begravelserne, da gravene endnu ikke var færdige. De blev fundet som Gein havde beskrevet: en kiste var tom, en Gein havde undladt at åbne, da han mistede sit brækjern, og det meste af kroppen var væk fra den tredje, men Gein var dog vendt tilbage for at hente nogle fingerringe og kropsdele.
Kort efter sin mors død begyndte Gein at ønske sig en kønsskifteoperation. Han startede derfor på at skabe en "kvindedragt", så han kunne fantasere om at være en kvinde. Geins praksis med at iføre sig det garvede hud fra kvinder blev beskrevet som et "sindssygt transvestisme ritual". Gein nægtede at han havde haft sex med ligene han gravede op – bl.a. forklarede han: "De lugtede så dårligt." Under forhøret indrømmede Gein også skyderiet, der førte til Mary Hogans død. Hun var en værtshusejer der havde været forsvundet siden 1954 og hvis hoved blev fundet i hans hus. Senere nægtede han dog at kunne huske noget omkring hendes død.
En 16-årig ung mand, hvis forældre var venner af Gein og som spillede bold og så film med ham, fortalte, at Gein havde indskrumpede hoveder i sit hus, som Gein havde beskrevet som souvenirs fra Filippinerne, som var blevet sendt af en fætter, der havde været udstationeret på øerne under 2. verdenskrig.
Waushara Countys sheriff Art Schley, skulle efter sigende fysisk have overfaldet Gein under afhøringen ved at slå Geins hoved og ansigt ind i en mur, og på grund af dette, blev Geins oprindelige tilståelse betragtet som afvist. Schley døde af et hjertetilfælde i 1968, i en alder af 43 år, kort før Geins retssag begyndte. Mange der kendte ham sagde, at han var så psykisk traumatiseret af Geins makabre forbrydelser og angsten for at skulle vidne (især om overfaldet på Gein), at det forårsagede hans tidlige død. En af hans venner sagde: "Han er lige så meget Ed Geins offer, som hvis Gein selv havde slagtet ham."

### Retssagen
Den 21. november 1957 blev Gein anklaget for overlagt mord. I retsbygningen i Waushara County, erklærede han sig ikke skyldig på grund af sindssyge. Gein blev fundet mentalt inkompetent og dermed uegnet til retsforfølgelse og indlagt på Wisconsins hospital for sindssyge kriminelle (i dag Dodge Correctional Institution), en topsikret hospitalsfacilitet til forvaringsdømte. Senere blev han overført til Mendota Mental Health Institute i Madison, Wisconsin. I 1968 vurderede lægerne og psykiaterne, at Gein var rask nok til at blive retsforfulgt. Retssagen begyndte den 14. november 1968 og varede en uge. Dommeren Robert H. Gollmar fandt ham skyldig i overlagt mord, men fordi han blev anset for at være juridisk sindssyg, skulle han tilbringe resten af sit liv på et psykiatrisk hospital.

### Eftervirkning
Geins hus og ejendom skulle bortauktioneres den 30. marts 1958, og huset var ved at blive en turistattraktion. Den 27. marts var huset blevet ødelagt af brand. Mistanken var ildspåsættelse, men årsagen til branden blev aldrig officielt løst. Da Gein hørte om hændelsen, sukkede han og sagde: "Just as well" (lige så godt). Geins bil, som han brugte til at transportere ligene af sine ofre i blev solgt på en offentlig auktion for $760 til en ejer af et omrejsende tivoli, Bunny Gibbons. Gibbons opkrævede senere tivoligæsterne 25 cent for at få lov til at se den.

## Geins død
Edward Theodore Gein døde den 26. juli 1984 i en alder af 77 år på Mendota Mental Health Institute. Dødsårsagen var respirationssvigt og hjertesvigt på grund af kræft. Hans gravsted på Plainfield kirkegård blev hyppigt vandaliseret i årenes løb. Souvenirjægere stjal stykker fra hans gravsten, før hovedparten af det blev stjålet i 2000. Gravstenen blev genfundet i juni 2001 nær Seattle og er nu udstillet på et museum ved Waushara County Sheriff's Department.